# Mikhail Miasnikovich
Mikhail Uladzimiravich Miasnikovich (Bielorrusso: Міхаіл Уладзіміравіч Мясніковіч, pronúncia em bielorrusso: [mʲixail ulad͡zʲimʲiravʲit͡ʃ mʲasnʲikovʲit͡ʃ]; Russo: Михаил Владимирович Мясникович; Novy Snov, distrito de Nesvizh, região de Minsque, República Socialista Soviética Bielorrussa, URSS, 6 de maio de 1950) é um político bielorrusso, antigo primeiro-ministro da Bielorrússia (2010 – 2014), antigo chefe da Administração Presidencial (1995 – 2001) e antigo presidente da Academia Nacional das Ciências da Bielorrússia (2001 – 2010). Foi escolhido para o cargo de primeiro-ministro pelo Presidente Aleksandr Lukashenko no seguimento das eleições presidenciais de 2010.
Licenciado pelo Instituto Estatal de Engenharia Civil de Brest e pela Escola do Partido Comunista de Minsque. Trabalhou como engenheiro na indústria da construção e como oficial do Partido em Minsque.